# Concert per a violí (Sibelius)
El Concert per a violí en re menor, op. 47, és una obra composta per Jean Sibelius el 1903. Va ser l'únic concert per a un instrument que va escriure el compositor. Es va estrenar el 8 de febrer de 1904 per Victor Nováček, sota la direcció del mateix compositor.
Sibelius va completar una segona versió —condensada i una mica més fàcil— a la primavera de 1905. En va confiar l'estrena a Karel Halíř, que la va interpretar a Berlín el 19 d'octubre de 1905, amb l'Orquestra Filharmònica de Berlín dirigida per Richard Strauss.
És una obra de gran complexitat tècnica en què el compositor demostra el domini del seu instrument de capçalera. El concert, emmarcat dins el Romanticisme nòrdic, és un dels cavalls de batalla de qualsevol violinista solista.

## Història
Sibelius va dedicar originalment el concert al conegut violinista Willie Burmester, que va prometre tocar el concert a Berlín. Per raons econòmiques, però, Sibelius va decidir estrenar-lo a Hèlsinki, i com que Burmester no estava disponible per viatjar a Finlàndia, Sibelius va comprometre Victor Nováček (1873–1914), un professor de violí hongarès d'origen txec que aleshores ensenyava a l'Institut de Música de Hèlsinki (actualment l'⁣Acadèmia Sibelius).
La versió inicial del concert es va estrenar el dia 8 de febrer de 1904, amb Sibelius dirigint. Sibelius amb prou feines havia acabat el treball a temps per a l'estrena, cosa que li va donar poc temps a Nováček per preparar-se, i la peça era de tanta dificultat que hauria posat a prova fins i tot un violinista de molta més habilitat. Tenint en compte aquests factors, no va ser prudent per part de Sibelius triar Nováček, que era professor i no solista reconegut, i no és estrany que l'estrena fos un desastre. No obstant això, Nováček no era el pobre músic que de vegades es pinta. Va ser el primer violinista contractat per Martin Wegelius per a l'Institut de Hèlsinki, i el 1910 va participar en l'estrena del quartet de corda de Sibelius Voces intimae, que va rebre crítiques favorables.
Sibelius va retenir aquesta versió de la publicació i va fer revisions substancials. Va esborrar molt material que creia que no funcionava. La nova versió es va estrenar el 19 d'octubre de 1905 amb Richard Strauss dirigint l'Orquestra Estatal de Berlín. Sibelius no hi va ser present. A Willy Burmester se li va tornar a demanar que fos el solista, però va tornar a no estar disponible, així que l'actuació va continuar sense ell i va deixar que el director triés el solista, que finalment va ser Karel Halíř. Burmester es va sentir tan ofès que es va negar a tocar mai el concert, i Sibelius el va dedicar a l'hongarès Ferenc von Vecsey, que tenia dotze anys en aquell moment. Vecsey va defensar l'obra, realitzant-la per primera vegada quan només tenia tretze anys, encara que no va poder fer front adequadament a les exigències tècniques extraordinàries de l'obra.
La versió inicial era notablement més exigent per al solista tot i que la versió revisada encara requereix un alt nivell tècnic per part del solista. L'original és una mica més llarg que el revisat, incloent-hi temes que no van sobreviure a la revisió. Algunes parts, com ara l'inici, la major part del tercer moviment i parts del segon, no han canviat gens. La cadenza del primer moviment és exactament la mateixa per a la part de violí.

### Història recent de la versió de 1904
La família Sibelius ha concedit ocasionalment permís a un petit nombre d'orquestres i solistes per interpretar la versió original de 1904 en públic. La primera autorització documentada d'aquest tipus va ser per a una actuació del setembre de 1990 de Manfred Grasbeck, l'⁣Orquestra Simfònica de Lahti i Osmo Vänskä. El gener de 1991, BIS va fer un enregistrament comercial de la versió original de 1904, amb Leonidas Kavakos, l'Orquestra Simfònica de Lahti i Vänskä.
Les representacions posteriors de la versió de 1904 han estat les següents:
- 3 de setembre de 2015: Elina Vähälä (solista), Orquestra Simfònica de la Ràdio Finlandesa, Hannu Lintu (director)[8]
- 28 de novembre de 2015: Maxim Vengerov (solista), Queensland Symphony Orchestra,[9] Nicholas Carter (director)[10]
- 5 de juny de 2016: Maxim Vengerov (solista), Oxford Philharmonic Orchestra, Marios Papadopoulos (director) (The Sheldonian Theatre, Oxford, Regne Unit)[11]
- 6 de juny de 2016: Maxim Vengerov (solista), Oxford Philharmonic Orchestra, Marios Papadopoulos (director) (Barbican Centre, Londres)[12]
- 5 i 6 d'octubre de 2016: Maxim Vengerov (solista), Orchestre de París, Christoph Eschenbach (director).[13]
- 7 i 8 de gener de 2022: Elina Vähälä (solista), Minnesota Orchestra, Osmo Vänskä (director)[7][14]

El 2020, Robert Lienau Musikverlag va produir la primera versió publicada de la versió original de 1904 del Concert per a violí.

## Música
Aquest és l'únic concert que Sibelius va escriure, tot i que va compondre diverses altres peces a menor escala per a instrument solista i orquestra, incloses les Sis Humoresques per a violí i orquestra.
Una característica destacable de l'obra és la manera com una cadenza estesa per al solista assumeix el paper de la secció de desenvolupament en el primer moviment de la sonata. Donald Tovey va descriure el moviment final com una "polonesa per als óssos polars⁣". No obstant això, no tenia la intenció de ser despectiu, ja que va continuar: "En les formes de concert més fàcils i fluixes inventades per Mendelssohn i Schumann no he trobat una obra més original, més magistral i més estimulant que el concert per a violí de Sibelius".
Gran part de l'escriptura del violí és purament virtuosista, però fins i tot els passatges més vistosos s'alternen amb els melòdics. Aquest concert és generalment d'abast simfònic, s'allunya completament dels acompanyaments sovint més lleugers i "rítmics" de molts altres concerts.

### Instrumentació
El concert està escrit per a violí sol, 2 flautes, 2 oboès, 2 clarinets, 2 fagots, 4 trompes, 2 trompetes, 3 trombons, timbales i cordes.

### Moviments
Com la majoria dels concerts, l'obra es divideix en tres moviments⁣:
1. Allegro moderato en re menor
2. Adagio di molto en si bemoll menor
3. Allegro, ma non tanto en re menor

#### I. Allegro moderato
El primer moviment s'obre amb un coixí de cordes pianissimo que toca suaument. A continuació, el solista entra amb un primer tema amb un motiu sol-la-re, que es fa ressò breument per un solo de clarinet.
Després d'un fa agut apassionat i un inesperat acord de mi bemoll major, el solista introdueix un nou tema fosc a la corda de sol. Els instruments de vent-fusta i els timbals inferiors acompanyen el violinista en diverses tirades. Els arpegis semblants a la cadenza, les parades dobles i més recorreguts del solista s'acompanyen de més reafirmacions de vent fusta del tema. A continuació, el solista toca una cadenza relativament breu amb setze notes ràpides i encreuaments ràpids de cordes. Després d'una escala ascendent del violí solista en octaves trencades, les cordes entren de manera simfònica, anunciant la segona meitat del material de l'exposició. Després, la música és portada pels fagots i clarinets abans d'una altra entrada del solista.
El violí toca un motiu ascendent suau, després un arpegi ràpid que ascendeix a un tema de violí heroic, que culmina amb octaves affettuoso. El solista s'eleva suaument en un arpegi en re♭ lent que condueix a un passatge tendre i sinuós d'octaves trencades construït sobre el tema heroic. Aquestes octaves es construeixen en un trinat en una corda amb la figura sinuosa interpretada articuladament en una altra. Un altre tutti orquestral contundent condueix a una extensa cadenza de violí. La cadència ocupa la part de desenvolupament del moviment i acaba just abans de la recapitulació, el tema heroic és interpretat pel violí un semitò més alt que abans. Un llarg trinat del solista passa de sobte a la coda virtuosa, que requereix una notable habilitat en les octaves, canvis ràpids i amplis als harmònics i reverències de rebot. Una cascada ascendent de parades dobles, un acord amb un harmònic amb dits i un re final fort conclouen el primer moviment.

#### II. Adagio di molto
El segon moviment és molt líric. Un breu tema dels clarinets i oboès condueix al tema principal, tocat pel violí solista sobre cordes en pizzicato. Els acompanyaments dissonants dels metalls dominen la primera part del moviment semblant a una cançó.
Després, l'orquestra entra amb valentia amb el tema introductori en un ambient tempestuós. De sobte, entra el violí solista amb frases queixoses, dobles parades i polirítmiques. El passatge es desenvolupa en contínus triplets de setze notes, que condueixen a una secció de trinat. Després d'un do agut i si bemoll en clímax, la música es relaxa, donant lloc a gracioses escales ascendents en octaves trencades pel violinista. Poc després, el violí solista torna a augmentar la tensió i finalment arriba al clímax principal del moviment, que és essencialment una variació del primer tema.
Llavors, el violí solista reafirma el primer tema i, tocant figures suaument amb notes de gràcia, acaba amb una lleugera flotació fins a un re harmònic totalment serè. Els suaus acords en si bemoll major de l'orquestra acompanyen aquest tranquil moment del moviment.

#### III. Allegro, ma non tanto
El moviment final s'obre amb quatre compassos de percussió rítmica, amb les cordes més baixes tocant figures de "corxera - corxera - corxera". El violí entra amb valentia amb el primer tema de la corda. Aquesta primera secció ofereix una mostra completa i brillant de gimnàstica de violí amb dobles parades de staccato a l'arc i una cursa amb ràpid encreuament de cordes, després octaves, que condueix al primer tutti
El segon tema el rep l'orquestra i és quasi un vals⁣; el violí rep el mateix tema en variacions, amb arpegis i parades dobles. Una altra secció curta que conclou amb una sèrie d'octaves fa un pont en una recapitulació del primer tema.
El clarinet i el metall baix introdueixen la secció final. Un passatge d'⁣harmònics al violí precedeix un passatge sardònic d'acords i dobles parades esquinçades. Un pas d'octaves trencades condueix a unes poques línies increïblement heroiques de parades dobles i octaves saltants. Un breu tutti orquestral arriba abans que el violí porti les coses al final amb una escala de re major augmentada, tornant cap avall en una supertònica en bemoll (després es repeteix). Una explosió de setze notes ascendents, puntuades per un re resolt del violí i l'orquestra conclou el concert.